# Fara v Janově
Fara v Janově s číslem popisným 2 je klasicistní budova vystavěná v 19. století. Od roku 1963 patří mezi kulturní památky.

## Popis
Areál fary v Janově se nachází v blízkosti návsi obce. Budova je vystavěna na obdélném půdorysu, zastřešena je valbovou střechou a díky zachovaným klasicistním prvkům, jako jsou stropy, klenby, okna, dveře a fasáda, je dokladem venkovského klasicistního stavitelství. K faře přiléhá hospodářské zázemí se dvěma hospodářskými budovami, jež kopíruje tradiční typ venkovské usedlosti.

## Historie
Budova byla vystavěna roku 1832, farní úřad v obci byl zřízen v roce 1858.